# Parnassius clodius
Parnassius clodius is een dagvlinder uit de familie Papilionidae, de pages.
De spanwijdte varieert van 55 tot 69 millimeter.

## Ondersoorten
- Parnassius clodius altaurus
- Parnassius clodius baldur
- Parnassius clodius claudianus
- Parnassius clodius incredibilis
- Parnassius clodius menetriesii
- Parnassius clodius pseudogallatinus
- Parnassius clodius shepardi
- Parnassius clodius sol
- Parnassius clodius strohbeeni